# Драгомир Лазаревић
Драгомир Лазаревић (Бегеч, 1920 — Београд, 2013) био је српски сликар и пилот ЈАТ-а. 

## Биографија
Драгомир Лазаревић је од своје једанаесте године живео у Смедеревској Паланци. Неколико година провео је као ђак Паланачке гимназије, одакле одлази у војну школу у Београд. Био је војни пилот–ловац са чином капетана, а по оснивању ЈАТ-а цивилни пилот. Иако од детињства талентован за сликарство, могућност да се формално образује стиче педесетих година на УЛУС-овим сликарским радионицама које су држали Јефта Перић, Александар Кумрић и Милан Четић. Од 1966. члан је УЛУС-а.
Током своје дуге уметничке каријере био је секретар сликарске секције, потпредседник, вршилац дужности председника УЛУС-а, као и члан Уметничког савета УЛУС-а. Излагао је редовно на УЛУС-овим годишњим изложбама у оквиру различитих секција, на Октобарском салону, Изложби југословенског портрета, Ликовним сусретима у Суботици, као и на другим великим ликовним манифестацијама. Био је награђен дипломом за уметнички рад ликовних удружења Србије.